# Dniprovske, Verhnodniprovsk
Dniprovske (în ucraineană Дніпровське) este o așezare de tip urban din raionul Verhnodniprovsk, regiunea Dnipropetrovsk, Ucraina. În afara localității principale, nu cuprinde și alte sate.

## Demografie
Componența lingvistică a așezării de tip urban Dniprovske
     Ucraineană (85,68%)
     Rusă (13,81%)
     Alte limbi (0,26%)
Conform recensământului din 2001, majoritatea populației așezării de tip urban Dniprovske era vorbitoare de ucraineană (85,68%), existând în minoritate și vorbitori de rusă (13,81%).